# Pseudodoros
Pseudodoros is een vliegengeslacht uit de familie van de zweefvliegen (Syrphidae).

## Soorten
- P. clavatus (Fabricius, 1794)